# Taraxacum officinale
Il taràssaco comune (Taraxacum officinale (Weber) ex Wiggers, 1780) è una pianta a fiore (angiosperma) appartenente alla famiglia delle Asteracee. L'epiteto specifico, officinale, ne indica le virtù medicamentose, note fin dall'antichità e sfruttate con l'utilizzo delle sue radici e foglie.
Nella tassonomia attuale (aggiornata al 2022) il nome scientifico Taraxacum officinale F.H.Wigg., 1870 risulta essere il sinonimo della sezione Taraxacum F.H.Wigg., 1870.
È comunemente conosciuto come dente di leone, dente di cane, soffione (l'infruttescenza), nonnino, cicoria selvatica, cicoria asinina, grugno di porco, ingrassaporci, brusaoci, insalata di porci, pisciacane, lappa, missinina, piscialletto, girasole dei prati, erba del porco o anche con lo storpiamento del nome in tarassàco.

## Descrizione

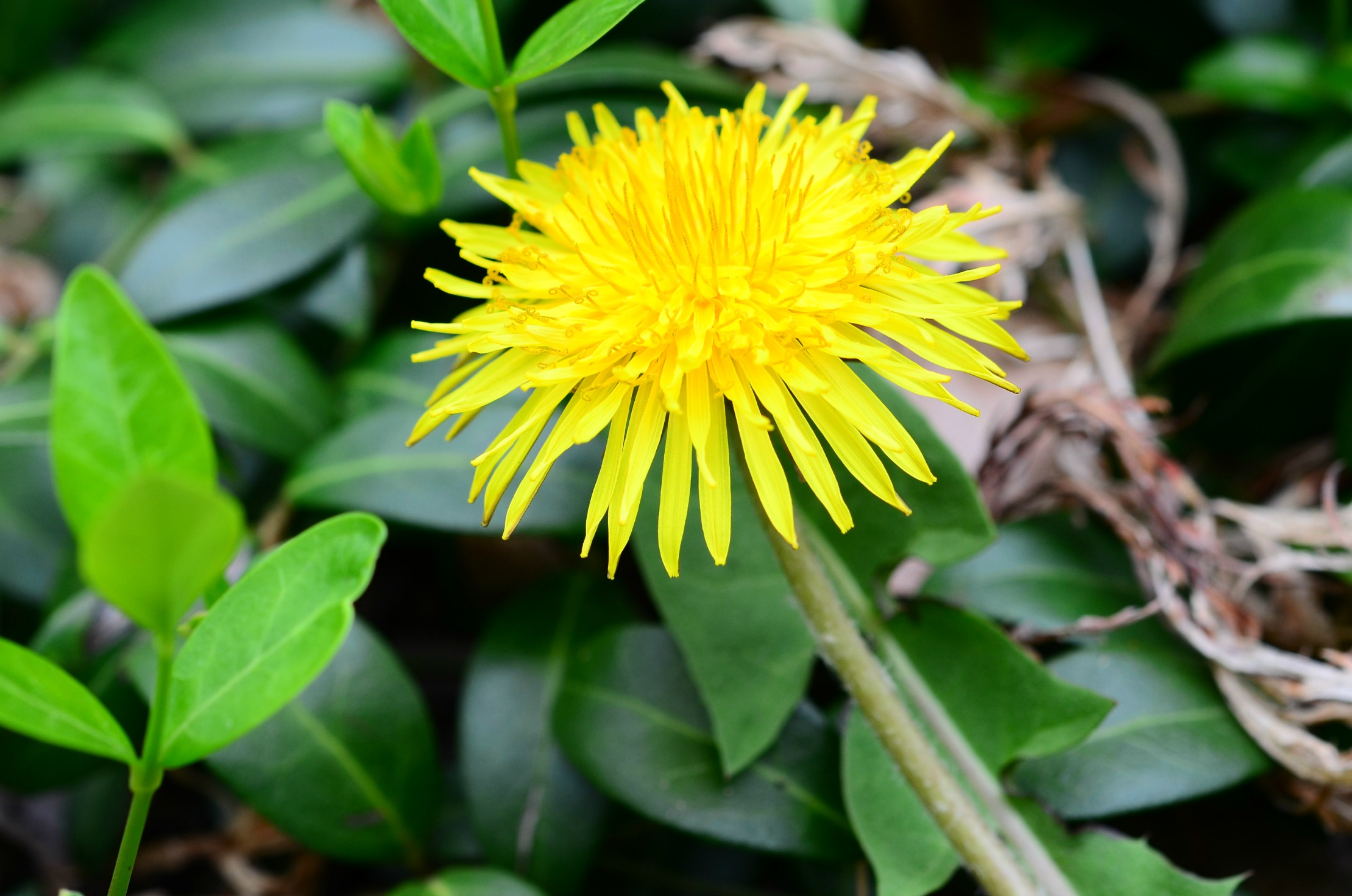
Fiore di tarassaco

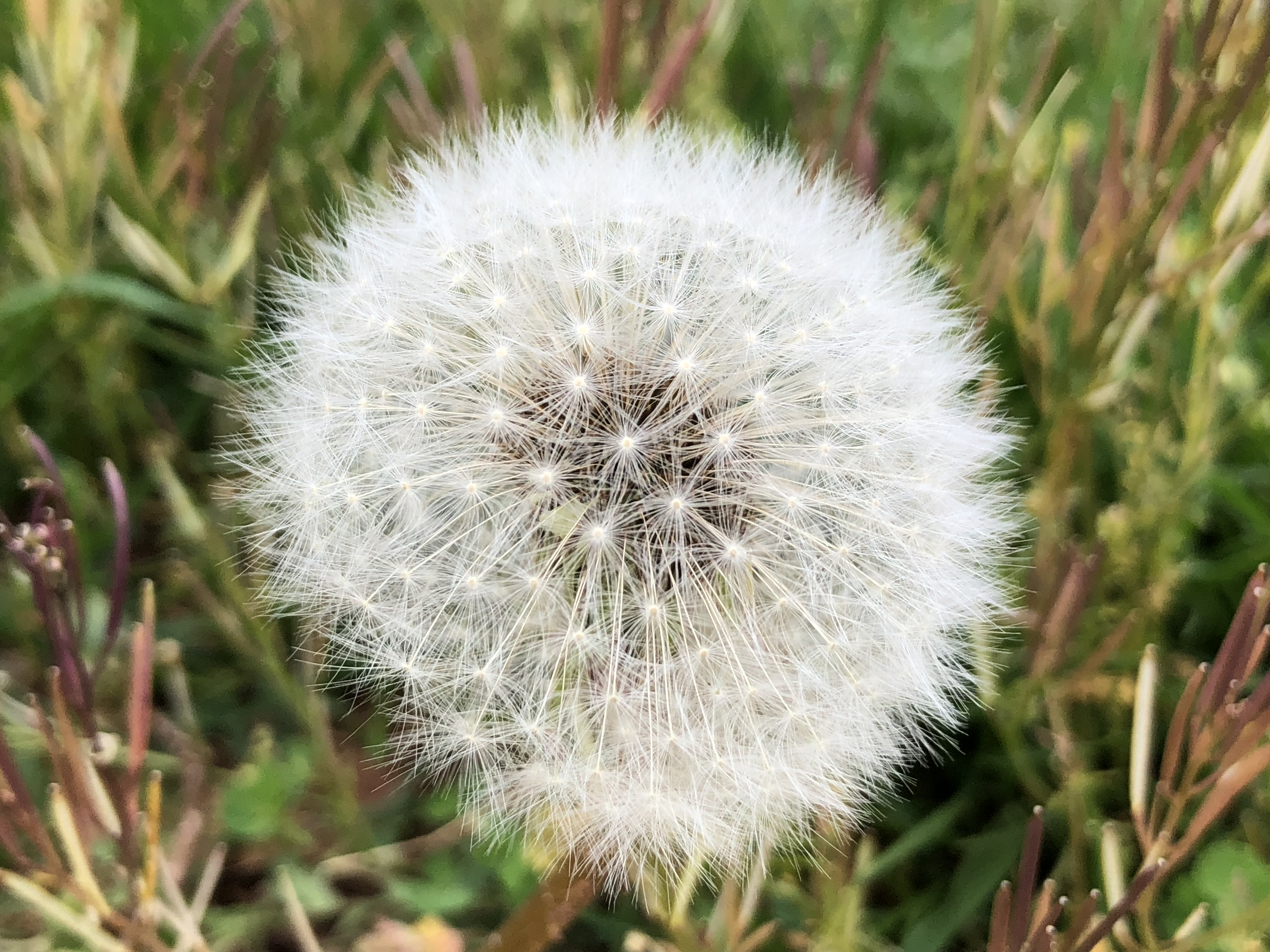
Infruttescenza di tarassaco

È una pianta erbacea e perenne, di altezza compresa tra 10 e 30 cm. Presenta una grossa radice a fittone dalla quale si sviluppa, a livello del suolo, una rosetta basale di foglie munite di gambi corti e sotterranei.
Le foglie sono semplici, oblunghe, lanceolate e lobate, con margine dentato (da qui il nome di dente di leone) e prive di stipole.
Il fusto, che si evolve in seguito dalle foglie, è uno scapo cavo, glabro e lattiginoso, portante all'apice un'infiorescenza giallo-dorata, detta capolino. Il capolino è formato da due file di brattee membranose, piegate all'indietro e con funzione di calice, racchiudenti il ricettacolo, sul quale sono inseriti centinaia di fiorellini, detti flosculi.
Ogni fiore è ermafrodita e di forma ligulata, cioè la corolla presenta una porzione inferiore tubolosa dalla quale si estende un prolungamento nastriforme (ligula) composto dai petali. L'androceo è formato da 5 stami con antere saldate a tubo; il gineceo da un ovario infero, bi-carpellare e uniloculare, ciascuno contenente un solo ovulo e collegato, tramite uno stilo emergente dal tubo, a uno stimma bifido.
La fioritura avviene in primavera, per la maggior parte in aprile-maggio ma si può prolungare fino all'autunno. L'impollinazione è di norma entomogama, ossia per il tramite di insetti pronubi, ma può avvenire anche grazie al vento (anemogama). Da ogni fiore si sviluppa un achenio, frutto secco indeiscente, privo di endosperma e provvisto del caratteristico pappo: un ciuffo di peli bianchi, originatosi dal calice modificato, che, agendo come un paracadute, agevola col vento la dispersione del seme, quando questo si stacca dal capolino.

## Distribuzione e habitat
Il tarassaco è nativo dell'Eurasia, ma si è diffuso in tutti i continenti. Il tarassaco cresce spontaneamente nelle zone di pianura fino a un'altitudine di 2000 m e in alcuni casi con carattere infestante. È una pianta tipica del clima temperato e, anche se per crescere non ha bisogno di terreni e di esposizioni particolari, predilige maggiormente un suolo sciolto e gli spazi aperti, soleggiati o a mezzombra. In Italia cresce dovunque e lo si può trovare facilmente nei prati, negli incolti, lungo i sentieri e ai bordi delle strade.

## Usi

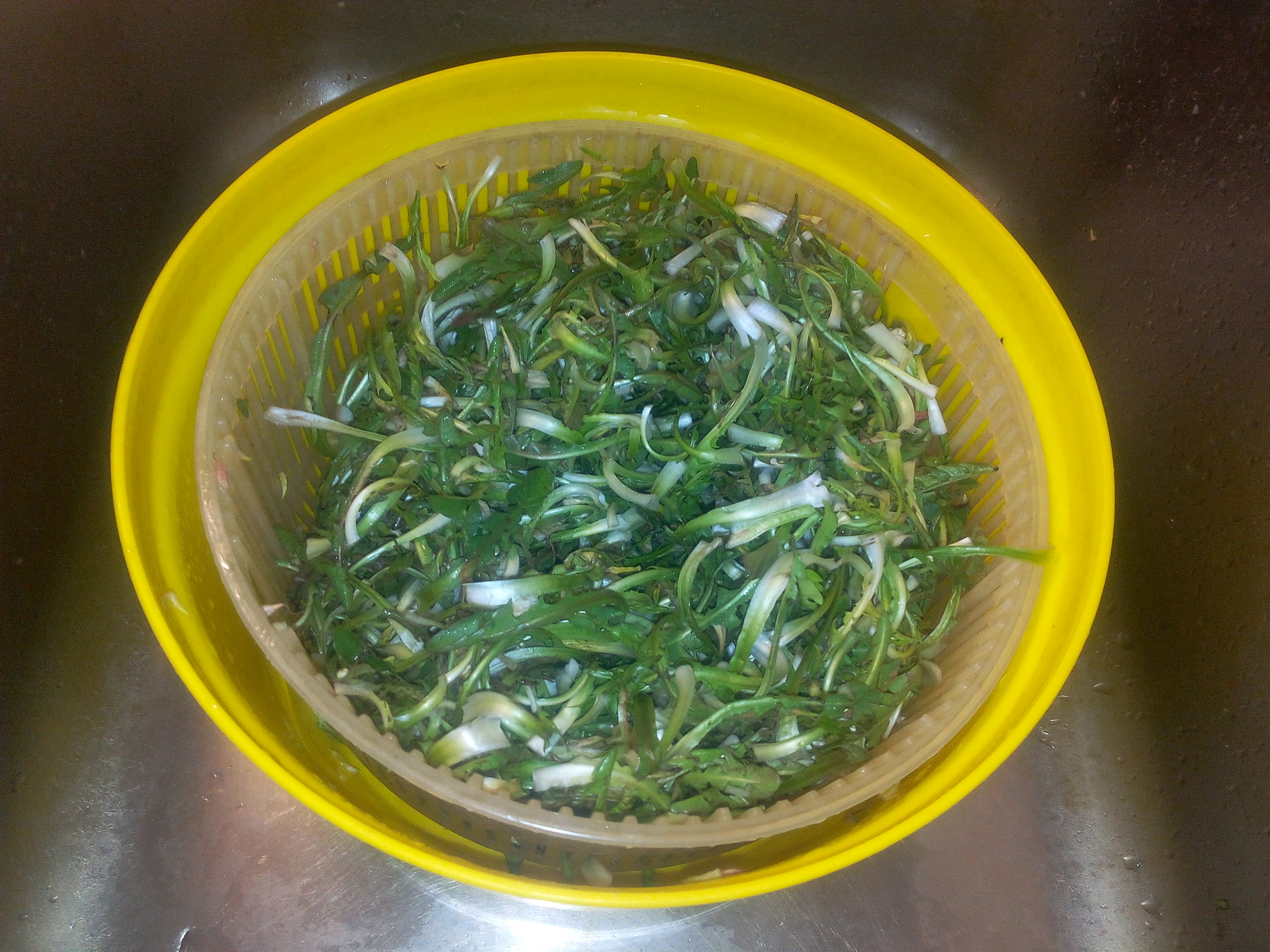
Foglie di tarassaco lavate per preparare un'insalata

Il tarassaco viene usato sia dalla cucina sia dalla farmacopea popolare.
È una pianta di rilevante interesse in apicoltura, che fornisce alle api sia polline sia nettare, se ne può ricavare un ottimo miele monoflorale, che cristallizza abbastanza velocemente.

### Uso culinario
Il tarassaco è usato per preparare un'insalata primaverile, sia da solo che con altre verdure. In Piemonte, dove viene chiamato "girasole", è tradizione consumarlo con uova sode durante le scampagnate di Pasquetta. 
In Liguria è utilizzato insieme ad altre erbe per il ripieno dei pansoti.
Anche i petali dei fiori possono contribuire a dare sapore e colore a insalate miste. I boccioli sono apprezzabili se preparati sott'olio; sotto aceto possono sostituire i capperi. I fiori si possono preparare in pastella e quindi friggere. Le tenere rosette basali si possono consumare sia lessate e quindi condite con olio extravergine di oliva, sia saltate in padella con aglio (o ancor meglio con aglio orsino). In Carnia le stesse rosette basali vengono consumate crude, condite con guanciale soffritto con pochissimo olio e "spento" a fine cottura con abbondante aceto.
I fiori vengono inoltre utilizzati per la preparazione dello sciroppo (o gelatina) di tarassaco, spesso erroneamente definite "miele di tarassaco".
Con le radici tostate di tarassaco si può preparare il caffè di tarassaco, un surrogato del caffè che ne mantiene in certa misura il gusto e le proprietà digestive, in modo simile al caffè d'orzo e al caffè di cicoria.
In orticoltura si coltivano diverse varietà mutate, da consumare come insalata e verdura.

### Varie
È pianta molto visitata dalle api, che vi raccolgono abbondante nettare.

## Etimologia

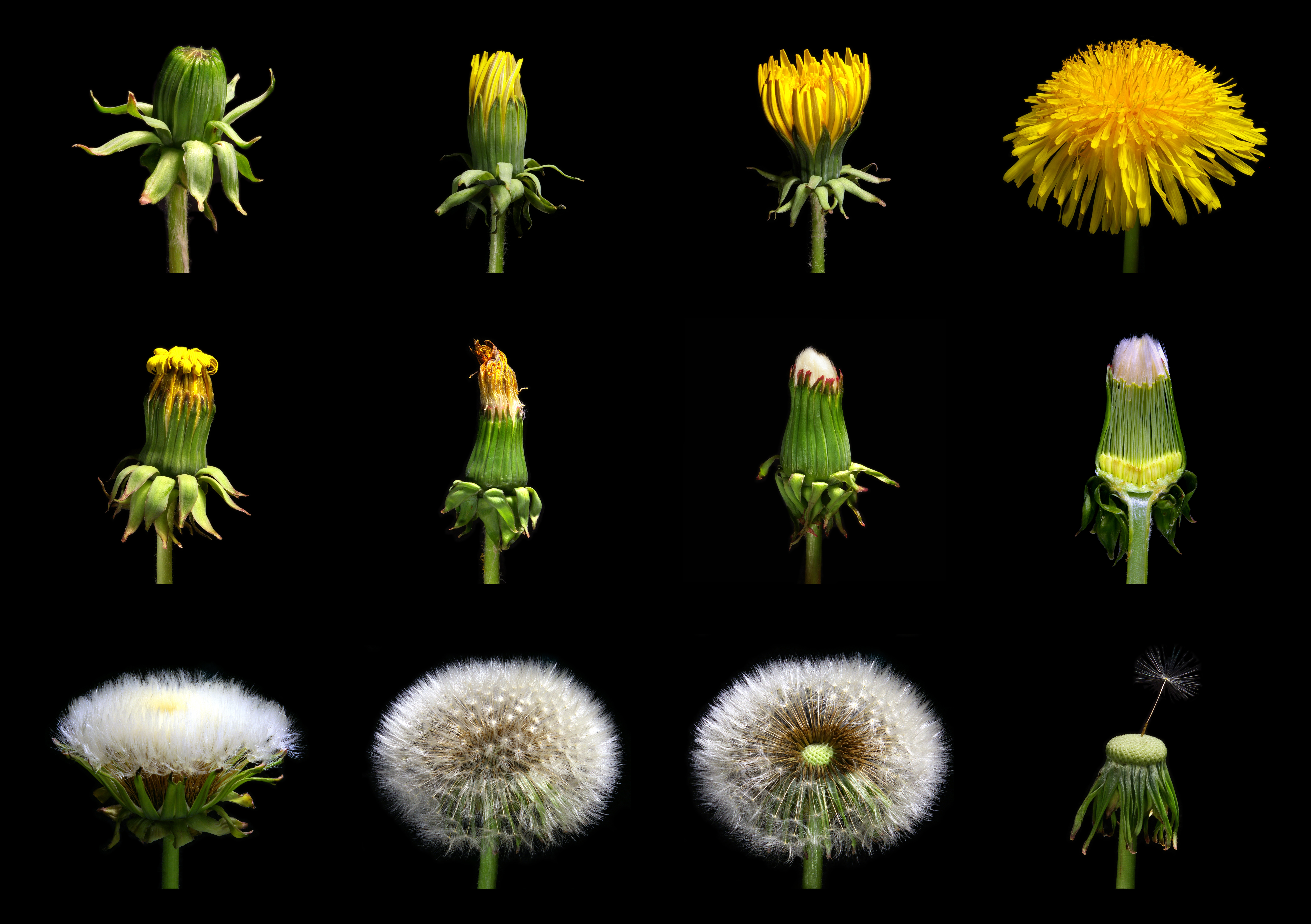
Ciclo vitale del tarassaco comune: nella prima riga si nota il germoglio diventare fiore; seguono le fasi di formazione dell'infruttescenza che, infine, viene dispersa nell'aria.

Esiste naturalmente una spiegazione per i vari nomi della pianta: viene chiamata "dente di leone" a causa della forma dentata delle foglioline, "soffione" per via della palla lanosa che contiene i semi. Il nome ufficiale Tarassaco proviene dal greco ταραχή tarakhḕ "scompiglio", e ἄκος àkos "rimedio", questa è dunque capace di rimettere in ordine l'organismo. Infine esiste un ultimo nome con cui il tarassaco è conosciuto, "piscialetto", datogli per le sue proprietà diuretiche.